# Szalay Károly (ügyvéd)
Szalai Szalay Károly Sándor Antal (Dég, Veszprém vármegye, 1830. június 4. – Csillaghegy, 1906. szeptember 6.) ügyvéd, országgyűlési képviselő, Szalay Fruzina költőnő édesapja.

## Élete
Szalai Szalay József és macsovai Litsek Antónia fiaként született Dégen. Húga, felsőpataki Bosnyák Gusztávné szalai Szalay Jozefa (1839-1919) volt. Középiskoláit Székesfehérváron és Veszprémben végezte, ahonnét Pestre ment a filozófiára és ugyanitt végezte a jogi tanfolyamot is. A szabadságharc idejében és lezajlása után 1855-ig Lellén (Somogy vármegye) gazdálkodott: itt nősült meg 1852-ben, elvevén Kisfaludy Atala költőnőt. Ezután a kaposvári törvényszéknél mint jegyző és vizsgálóbíró működött 1861-ig. Ekkor ügyvéd lett, a függetlenségi pártot ő szervezte Somogyban; antiszemita programmal jutott be 1884-ben a képviselőházba és az antiszemita Magyar Ujságot is szerkesztette a fővárosban, de e lap néhány hónap múlva megszűnt; később a Népjognak volt szerkesztője Kaposvárt. A tiszaeszlári perben mint országos hírű ügyvédet őt hívták meg, hogy Solymosi Eszter anyja nevében a magánvádat fenntartsa. A csurgói kerületet négy cikluson képviselte a Függetlenségi Párton, melynek egyik erőssége volt a parlamenti vitákban öccsével Szalay Imrével együtt. Meghalt 1906. szeptember 6-án a fővárosban levő békásmegyeri (Csillaghegyi) tisztviselőtelep szomszédságában. Örök nyugalomra helyezték 1906. szeptember 7-én délután Csillaghegyen, a római katolikus szertartásai szerint.